# Piccolo Giro di Lombardia 2008
Il Piccolo Giro di Lombardia 2008, ottantunesima edizione della corsa e valida come evento dell'UCI Europe Tour 2008 riservato a Under 23 e dilettanti, si svolse il 4 ottobre 2008, su un percorso di 174 km. Fu vinta dall'italiano Daniele Ratto, al traguardo con il tempo di 4h20'00" alla media di 40,154 km/h.

## Ordine d'arrivo (Top 10)
| Pos. | Corridore           | Squadra     | Tempo    |
| ---- | ------------------- | ----------- | -------- |
| 1    | Daniele Ratto       | De Nardi    | 4h20'00" |
| 2    | Hrvoje Miholjević   | BK Loborika | a 35"    |
| 3    | Guillaume Bonnafond | Chambéry CF | s.t.     |
| 4    | Alessandro Colò     | Promocilo   | s.t.     |
| 5    | Michele Gaia        | De Nardi    | a 2'11"  |
| 6    | Egor Silin          | Russia      | a 2'37"  |
| 7    | Ricardo Pichetta    | Team Tata   | s.t.     |
| 8    | Paolo Sipala        | Palazzago   | s.t.     |
| 9    | Anatoliy Pakhtusov  | Pagnoncelli | s.t.     |
| 10   | Mirko Tedeschi      | Feralpi     | s.t.     |